# Wereldkampioenschap waterski racing 1987
Het wereldkampioenschap waterski racing 1987 was een door de Union Mondiale de Ski Nautique (UMSN) georganiseerd kampioenschap voor waterskiërs. De 5e editie van het wereldkampioenschap vond plaats in het Australische Sydney op 5 februari 1987.

## Uitslagen
| Goud   | Steven Moore |
| Zilver | Ken Hoy      |
| Brons  | Mike Avila   |

| Goud   | Tania Williams  |
| Zilver | Debbie Nordblad |
| Brons  | Marsha Mier     |

1979 ·
1981 ·
1983 ·
1985 ·
1987 ·
1989 ·
1991 ·
1993 ·
1995 ·
1997 ·
1999 ·
2001 ·
2003 ·
2005 ·
2007 ·
2009 ·
2011 ·
2013 ·
2015 ·
2017 ·
2019